# André Previn
Andreas Ludwig Priwin, mais conhecido como André Previn, KBE, (Berlim, 6 de abril de 1929 – Nova Iorque, 28 de fevereiro de 2019) foi um compositor, pianista e maestro norte-americano, nascido na Alemanha. Recebeu treze nomeações para o Prêmio da Academia e venceu por quatro vezes Oscares da Academia de Artes e Ciências Cinematográficas pela categoria banda sonora original.

## Biografia
André Previn nasceu com o nome Andreas Ludwing Priwin em uma família judaica em Berlim, Alemanha. Seu irmão foi o diretor Steve Previn (1925-1993). Com sua família, ele emigrou para os Estados Unidos em 1939 para escapar do regime da Alemanha Nazi. Previn tornou-se naturalizado cidadão dos Estados Unidos em 1943 e cresceu em Los Angeles. No verão de 1946 graduou-se na Escola de Beverly Hills e começou a tocar um dueto musical com Richard M. Sherman: Previn tocava piano, acompanhando Sherman, que tocava flauta. Por coincidência, 21 anos depois, ambos os compositores ganharam o Óscar por diferentes filmes.
Em 1967, Previn tornou-se diretor musical da Orquestra Sinfônica de Houston. EM 1968, Previn tornou-se o principal maestro da Orquestra Sinfônica de Londres, servindo neste posto até 1979. Durante seu mandato na Sinfônica de Londres, ele e a orquestra apareceram no programa de televisão chamado André Previn's Music Night. De 1976 até 1984, Previn foi o diretor musical da Orquestra Sinfônica de Pittsburgh e apareceu em outro programa de televisão: Previn and the Pittsburgh. Também foi o maestro principal da Orquestra Filarmônica Real.
Em 1984 foi nomeado diretor musical da Orquestra Filarmônica de Los Angeles, ficando à frente da orquestra, oficialmente, em 1985. O mandato de Previn com a orquestra foi musicalmente satisfatório, outros maestros, incluindo Kurt Sanderling, Simon Rattle e Esa-Pekka Salonen, fizeram diferentes trabalhos em seus mandatos.
Previn fez muitas gravações com a Orquestra Sinfónica de Londres, incluindo três ballets completos de Tchaikovsky (O Lago dos Cisnes, A Bela Adormecida e O Quebra Nozes), e as sinfonias completas de Raplh Vaughan Williams. Com a Orquestra Filarmônica de Los Angeles, ele fez gravações de obras de Sergei Prokofiev, Antonín Dvorak, William Kraft, John Harbison e Harold Shapero.
Em 2001 foi agraciado com o título de Cavaleiro do Império Britânico (KBE), uma das mais altas honras condedidas pela rainha Elizabeth II a indivíduos nascidos fora do Reino Unido.

## Vida pessoal
André Previn foi casado cinco vezes. Seus três primeiros casamentos foram com Betty Bennett, Dory Langdon e Mia Farrow (1970-1979). É o pai adotivo de Soon-Yi Previn. Depois do seu quarto casamento (com Heather Sneddon em 1982, que durou até 2002), Previn casou-se com a violinista alemã Anne-Sophie Mutter, posteriormente escrevendo um concerto de violino para ela. Divorciaram-se em 2006 e continuaram a trabalhar juntos ocasionalmente.
Morreu a 28 de fevereiro de 2019 aos 89 anos na sua casa em Nova Iorque.

## Gravações
Broadway
- The Good Companions (1974)
- Coco (1969)
- A Party with Betty Comden & Adolph Green (1958)

Filme
- Rollerball (1975)
- The Music Lovers (1970)
- Paint Your Wagon (1969)
- Thoroughly Modern Millie (1967)
- Inside Daisy Clover (1965)
- My Fair Lady (1964)
- Two for the Seesaw (1962)
- Four Horsemen of the Apocalypse (1961)
- Bells Are Ringing (1960)
- Elmer Gantry (1960)
- Porgy & Bess (1959)
- Gigi (1958)
- Silk Stockings (1957)
- It's Always Fair Weather (1955)
- Bad Day at Black Rock (1954)
- Kiss Me Kate (1953)
- Three Little Words (1950)
- The Secret Garden (1949)

Ópera
- A Streetcar Named Desire (1997)
- Brief Encounter (World Premier, Houston Grand Opera, 1 maio 2009)

Televisão
- Previn and the Pittsburgh (1977)